# 大西洋塔氏魚
柯托塔氏魚，為黑頭魚科的其中一種，為深海魚類，分布於東大西洋亞速群島、西撒哈拉至安哥拉海域，深度600-1050公尺，體長可達26.7公分，棲息在中層水域，生活習性不明。

## 扩展阅读
維基物種上的相關：柯托塔氏魚